# アミティヴィル・シアター 悪魔が棲む場所
『アミティヴィル・シアター 悪魔が棲む場所』（The Amityville Playhouse）は2015年のホラー映画、『悪魔の棲む家』と同じくアミティヴィルの恐怖を題材としているが、オーシャン・アベニュー112番地は登場せずアミティビルにある劇場を舞台にしている。

## あらすじ
両親の死後、女子高生フォーンはアミティビルにある劇場を相続することになった。両親が劇場のオーナーだったことすら知らなかった彼女は、週末にその劇場で友達と過ごすことにした。しかし閉じ込められてしまい、恐ろしい現象が襲う。一方でフォーン達の高校の教師は、彼女に頼まれ、アミティヴィルの歴史について調査していたが徐々にアミティヴィルに纏わる、悪魔による信仰の存在が浮かび上がっていく。

## キャスト
- フォーン・ハリマン - モネール・ルストラ
- カイル・ブレイカー - リンデン・ベイカー
- マテウス・マット・ダーネル - ケネス・ブノイット
- ウェンディ・シャードロー - ホリー・アン・コルニク
- インディラ・インディ・ディヴァーニ - エヴァ・クウォク
- ジェヴァン・ブレイカー - ローガン・ラッセル
- エリオット・サンダース - ゲイリー・マーティン
- セリア・ナイチルゲール - アニア・マーソン
- ビクター・スチュワート - ジョン・R・ウォーカー
- サイモン・ランドール牧師 - スペンサー・バンクス
- リズ・ランドール - シェリル・バーフィルド
- フレッチャー - イアン・ドネリー
- カレン - レスリー・スコブル
- ドロシー・フェリックス - ティアナ・ディール
- ターニャ・エルナンデス - エミリー・ディール